# Шелдон, Джеки
Джон Ше́лдон (англ. John Sheldon; 11 февраля 1888 — 19 марта 1941), более известный как Дже́ки Ше́лдон — английский футболист, выступавший на позиции правого крайнего нападающего. Наиболее известен по выступлениям за «Манчестер Юнайтед» и «Ливерпуль».

## Биография
Родился в 1888 году. С 1906 по 1909 годы выступал за «Нанитон Таун».

### «Манчестер Юнайтед»
В ноябре 1909 года перешёл в «Манчестер Юнайтед». Дебютировал за «Юнайтед» 27 декабря 1910 года в матче Первого дивизиона против «Брэдфорд Сити». Главный тренер «Манчестер Юнайтед» Эрнест Мангнэлл приобрёл его для подмены правому вингеру Билли Мередиту. Находясь в тени звёздного валлийца, Шелдон провёл за 3 сезона лишь 26 матчей.

### «Ливерпуль»
26 ноября 1913 года Шелдон был продан в «Ливерпуль» за £300. Дебютировал в команде 3 дня спустя в матче против «Тоттенхэм Хотспур». 6 декабря того же года забил свой первый гол за «Ливерпуль» (с пенальти в ворота «Астон Виллы»). 25 апреля 1914 года сыграл в финале Кубка Англии, в котором «Ливерпуль» проиграл «Бернли».

### Участие в скандале с договорным матчем
2 апреля 1915 года «Манчестер Юнайтед» сыграл с «Ливерпулем» на стадионе «Олд Траффорд», матч завершился победой «Юнайтед» со счётом 2:0. При этом, как отмечали обозреватели, футболисты «Ливерпуля» откровенно «сдали» матч — даже после назначения пенальти в ворота «Юнайтед» футболист «Ливерпуля» Джеки Шелдон пробил мимо. После матча букмекеры сообщили о получении большого количества ставок на победу «Манчестер Юнайтед» со счётом 2:0 и выразили подозрение, что матч был договорным. Это спровоцировало британский футбольный скандал: Футбольная ассоциация Англии провела своё расследование и установила, что игроки «Манчестер Юнайтед» и «Ливерпуля» договорились о том, что «Ливерпуль» должен проиграть со счётом 2:0 и сделали букмекерские ставки на этот исход встречи. Обвинение в организации договорного матча получили трое игроков «Манчестер Юнайтед»: Сэнди Тернбулл, Инок Уэст и Артур Уолли, а также четыре игрока «Ливерпуля»: Шелдон, Том Миллер, Боб Перселл и Томас Фейрфол. 27 декабря 1915 года все семеро игроков были пожизненно дисквалифицированы Футбольной ассоциацией.

### Участие в Первой мировой войне
Футбольная ассоциация Англии объявила, что пожизненная дисквалификация футболистов может быть отменена, если они вступят в ряды Британской армии и примут участие в боевых действиях в войне. Джеки Шелдон согласился и принял участие в войне.

### После войны
После окончания войны с Шелдона, как и с других участвовавших в войне футболистов, дисквалификация была снята. Он провёл за «Ливерпуль» ещё 2 сезона. 16 апреля 1921 года в матче против «Дерби Каунти» ему сломали ногу, после чего Шелдон завершил карьеру.
Умер в Манчестере 19 марта 1941 года.

## Достижения
Манчестер Юнайтед
- Чемпион Первого дивизиона: 1910/11

 Ливерпуль
- Финалист Кубка Англии: 1914